# Atme
Atme (em árabe: اطمه, translit. ‘Aṭma, também escrito Al-‘Atma ou Atmeh) é uma cidade no norte da Síria, administrativamente parte da província de Idlib, localizada ao norte de Idlib e a leste da fronteira com a Turquia. Fica a sudeste de Deir Ballut, ao sul de Jindires, a noroeste de Qah e ao norte de Sarmada e al-Dana. No censo de 2004, tinha uma população de 2.255.
O Acampamento das Oliveiras é um campo de refugiados que surgiu durante a Guerra Civil Síria. Desde outubro de 2011, sírios deslocados internamente que não conseguiram atravessar para a Turquia começaram a se estabelecer entre as oliveiras. Segundo a Fundação Maram, mais de 28.000 pessoas vivem neste acampamento.
Uma árvore de 150 anos em Atme foi cortada por membros do Estado Islâmico do Iraque e do Levante em novembro de 2013. Eles acusaram os moradores de venerar a árvore em vez de Deus. A cidade está sob o controle da Hayat Tahrir al-Sham . O líder do ISIS Abu Ibrahim al-Qurashi foi morto durante um ataque das forças especiais dos EUA em uma casa em Atme em 3 de fevereiro de 2022.